# ARToolKit

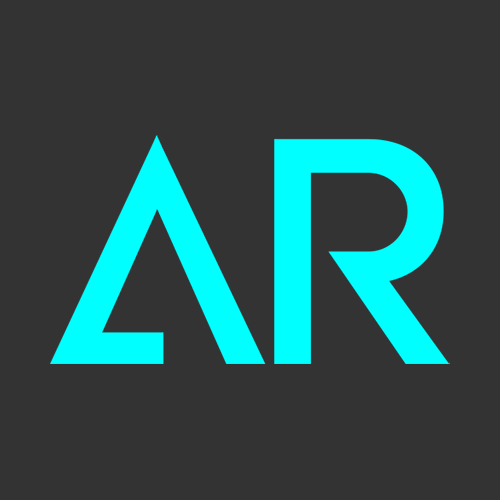
ARToolKit logo

ARToolKit es una biblioteca que permite la creación de aplicaciones de realidad aumentada, en las que se sobrepone imágenes virtuales al mundo real. Para ello, utiliza las capacidades de seguimiento de vídeo, con el fin de calcular, en tiempo real, la posición de la cámara y la orientación relativa a la posición de los marcadores físicos. Una vez que la posición de la cámara real se sabe, la cámara virtual se pueden colocar en el mismo punto y modelos 3D son sobrepuestos exactamente sobre el marcador real. Así ARToolKit resuelve dos de los principales problemas en la realidad aumentada, el seguimiento de punto de vista y la interacción objeto virtual"
"ARToolKit fue desarrollado originalmente por Hirokazu Kato en 1999 y fue publicado por el HIT Lab de la Universidad de Washington. Actualmente se mantiene como un proyecto de código abierto alojado en SourceForge con licencias comerciales disponibles en ARToolWorks Archivado el 3 de mayo de 2006 en Wayback Machine.. ARToolKit es un AR muy utilizado seguimiento de la biblioteca con más de 160.000 descargas desde el año 2004."

## Variantes
- ATOMIC Authoring Tool Archivado el 18 de febrero de 2010 en Wayback Machine. - es un software multiplataforma para la creación de aplicaciones de realidad aumentada, el cual es un Front end para la biblioteca ARToolkit. Fue Desarrollado para no-programadores, y permite crear rápidamente, pequeñas y sencillas aplicaciones de Realidad Aumentada.  Está licenciado bajo la Licencia GNU GPL.
- ATOMIC Web Authoring Tool Archivado el 16 de mayo de 2010 en Wayback Machine. es un proyecto hijo de ATOMIC Authoring Tool que permite la creación de aplicaciones de realidad aumentada para exportarlas a cualquier sitio web. Es un Front end para la biblioteca  FlARToolKit. Está licenciado bajo la Licencia GNU GPL
- OSGART Archivado el 25 de junio de 2021 en Wayback Machine. - una combinación de ARToolKit y OpenSceneGraph
- ARTag - alternativa a ARToolKit que usa un procesamiento de imagen y de símbolos digitales, más complejo, para mayor fiabilidad y resistencia a la luz. Licenciado solo para fines no-comerciales.
- ARToolKitPlus - versión extendida de ARToolKit, recomendada solo para usuarios experimentados y desarrolladores de software RA. No continua su desarrollo.
- Studierstube Tracker - Sucesor de ARToolKitPlus, muchas características, pero ya no es libre.
- Mixed Reality Toolkit (MRT) - University College London
- FLARToolKit Archivado el 5 de enero de 2010 en Wayback Machine. - es un port en ActionScript 3 de ARToolKit para Flash 9+.
- NyARToolkit - biblioteca de clase de ARToolkit desarrollada para máquinas virtuales, particularmente aquellas con host Java, C# y Android.
- ARDesktop - biblioteca de clase de ARToolKit que crea interfaces de escritorio con controles y widgets.